# Selaginella correae
Selaginella correae är en mosslummerväxtart som beskrevs av Valdespino. Selaginella correae ingår i släktet mosslumrar, och familjen mosslummerväxter. Inga underarter finns listade i Catalogue of Life.